# Kasjusz Dion
Lucjusz Kasjusz Dion Kokcejanus (łac. Lucius Cassius Dio Cocceianus, gr. Δίων Κάσσιος; ur. 163/164, zm. ok. 235) – rzymski historyk pochodzenia greckiego oraz senator i dwukrotny konsul.

## Życiorys
Kasjusz Dion urodził się i wychował w Nicei w Bitynii. Jego przydomek (Kokcejanus) uważa się obecnie za nieautentyczny, gdyż poświadczony jest dopiero w źródłach bizantyjskich. Dion zawsze wspominał swoje przywiązanie do rodzinnego miasta, nazywając je swą ojczyzną. Jego ojcem był Marek Kasjusz Apronianus, rzymski senator, prokonsul oraz legat cesarski kolejno trzech prowincji: Licji-Pamfilii, Cylicji (ok. 182–183) i Dalmacji. Młody Dion zapewne towarzyszył ojcu w jego podróżach służbowych, nabywając dzięki temu niezbędnego doświadczenia w sprawach administracji państwowej. Jako młodzieniec odebrał wykształcenie retoryczne – jego ślady widać w całym dziele historycznym Diona. W 180 był najprawdopodobniej wraz z ojcem w Rzymie, gdyż zdał naoczną relację z przybycia cesarza Kommodusa do stolicy.
Kwestorem i zarazem członkiem senatu rzymskiego został najprawdopodobniej w 188]–189. Za Pertynaksa otrzymał nominację na pretora a za Septymiusza Sewera znalazł się wśród przyjaciół cesarza i członków jego rady przybocznej. W roku 205 lub 206 Kasjusz Dion został konsulem zastępczym (consul suffectus). W charakterze amicus caesaris towarzyszył Karakalli w jego wyprawie przeciwko Partom (214–216). Gdy na krótki czas władzę objął Makrynus, Dion został wyznaczony na kuratora ds. naprawy sytuacji wewnętrznej w miastach (curator ad corrigendum statum civitatum) Pergamonie i Smyrnie i na tym stanowisku zatrzymał go Heliogabal. Do Pergamonu Dion dotarł zimą 218/219. Miasto to prowadziło ciągłą rywalizację ze Smyrną o tytuły i zaszczyty, na co Dion patrzył ze wzgardą. Po zakończeniu swej misji wrócił do rodzinnej Bitynii, gdzie zachorował na podagrę. Następnie został prokonsularnym namiestnikiem prowincji Africa ok. 223. Po wypełnieniu swej kadencji wrócił do Italii, lecz niemal natychmiast potem zarządzał prowincją Dalmacją, prawdopodobnie w 224–226, a potem Panonią Górną, prawdopodobnie w 226–228. W 228 został wyznaczony na konsula zwyczajnego (consul ordinarius) na rok następny. Jego kolegą na urzędzie miał być sam cesarz Aleksander Sewer.
Dion należał do tych ludzi, którzy po reformach Aleksandra poważnie wierzyli w umocnienie władzy cywilnej. Jednak nie objął urzędu, gdyż z Panonii do Rzymu dotarły skargi na niego na zbytnią surowość w zachowaniu dyscypliny. To źle usposobiło do niego kohorty pretorianów, które stanowiły gwardię cesarską. Poza tym niedawne zabicie przez nich Ulpiana stało się dla niego ostrzeżeniem. Dla poprawienia atmosfery cesarz zgodził się by Dion spędził pierwsze dwa miesiące konsulatu poza Rzymem. Po tym okresie prawdopodobnie także nie podjął obowiązków konsula. Za zgodą cesarza wycofał się z życia publicznego, użalając się na chorobę nóg i wrócił do Nicei, gdzie spędził resztę swojego życia. Zmarł przypuszczalnie ok. 235. Był prawdopodobnie żonaty, gdyż takie samo imię jak on nosi konsul z 291 i prefekt miasta z 296/297, który przypuszczalnie był wnukiem historyka.

## Historia rzymska
Kasjusz Dion był autorem Historii rzymskiej (Ρωμαϊκή ιστορία), dzieła zawartego w 80 księgach i obejmującego czasy państwa rzymskiego od Eneasza aż do 229 n.e. Dion pracował nad swym dziełem przez 22 lata. Pierwszych dziesięć lat przypadło mu na gromadzeniu materiału historycznego, a kolejnych dwanaście na jego literackie opracowanie. Ostatnich siedem ksiąg zostało opracowanych pobieżnie i wygląda na dodatek. Treść dzieła Dion podzielił na trzy okresy według wiarygodności źródeł. Pierwszy obejmował historię epoki republikańskiej, kiedy władza znajdowała się w rękach obywatelii, fakty były własnością publiczną i opisywało je wielu ludzi. Okres drugi ciągnie się od panowania Augusta do śmierci Marka Aureliusza. Jest to historia cesarstwa oparta na zakłamanej tradycji. Trzeci okres dotyczy czasów współczesnych, od panowania Kommodusa. Z 80 ksiąg do naszych czasów dochowały się: w całości księgi 36–54 (68–10 p.n.e.), w skrótach księgi 55–60 (9 p.n.e.–46 n.e.), we fragmentach – księgi 17, 79 i 80. Zachowały się także streszczenia, epitomai, ksiąg 1–21 (do 146 p.n.e.) autorstwa Jana Zonarasa z XII wieku i 36-80 pióra Jana Ksifilinosa z XI wieku oraz inne pomniejsze wyciągi i fragmenty, zwłaszcza w pismach Konstantyna VII Porfirogenety, cesarza bizantyjskiego z X wieku. W Historii rzymskiej, Kasjusz Dion potwierdza swoje autorstwo także dwóch innych pism: niewielkich rozmiarów dziełka przedstawiającego walki o władzę przed wstąpieniem na tron cesarski Septymiusza Sewera oraz równie niewielkich rozmiarów dziełka Znaki widziane w podróży, które miały legitymizować władzę Sewera. Księga Suda mówi także, że był autorem Życia Arriana filozofa. Kasjusz Dion był historykiem dość solidnym, wzorującym się na Tukidydesie i Polibiuszu. Pisząc o czasach sobie współczesnych korzystał ze swego bogatego doświadczenia politycznego. Na nim kończy się w literaturze antycznej opracowanie pełnych dziejów Rzymu.
Żyjący w IX wieku patriarcha Konstantynopola Focjusz, w swoim dziele Biblioteka, o Kasjuszu Dionie podawał m.in. następującą informację:

Styl jego dzieła jest wspaniały, skłania się ku górnolotności, gdy pisarz wypowiada myśli równe wielkim wydarzeniom. Język jest pełen starych zwrotów składniowych i słów dobranych w ich wielkości odpowiadającej wielkości tematu. Okresy retoryczne są poprzecinane nawiasami; autor stosuje w nich właściwie dobrane inwersje. Rytmu i pauz, mimo że są starannie i jasno opracowane, nie wyczuwa się w czasie czytania po raz pierwszy. W mowach jest znakomity, naśladuje Tukidydesa, może z wyjątkiem tego, że bardziej dąży do jasności. Poza tym Tukidydes stanowi dla niego, by tak rzec, kanon.

## Polskie przekłady
- Kasjusz Dion Kokcejan, Historia rzymska, tom 1, przeł. i oprac. Władysław Madyda; wstępem historycznym opatrzyła Iza Bieżuńska-Małowist, Wrocław 1967
- Kasjusz Dion, Historia rzymska: księgi 41-50; wstępem poprzedził, przeł. i komentarzami opatrzył Ireneusz Ptaszek, Kraków 2008
- Kasjusz Dion, Mowa Mecenasa (Historia rzymska LII 14-40); przekład i komentarz M. Stuligrosz i P. Sawiński, Fontes Historiae Antiquae V, Poznań 2004
- Kasjusz Dion, Księgi Flawijskie (Historia rzymska LXV-LXVII); przekład Marta Kaźmierczak i Dorota Latanowicz-Domecka, wstęp i komentarz Leszek Mrozewicz, Fontes Historiae Antiquae XIX, Poznań 2011
- Kasjusz Dion, Historia rzymska: księgi seweriańskie (LXXIII-LXXX); wstęp, przekład i komentarz  Kamil Biały, Uniwersytet Szczeciński, Szczecin 2017
- Księga 53, 12-13 oraz 17-18 w: Publiczne prawo rzymskie, Jan Zabłocki i Anna Tarwacka, Warszawa 2005